# Hedysarum lipskianum
Hedysarum lipskianum är en ärtväxtart som beskrevs av L.I.Vassiljeva. Hedysarum lipskianum ingår i släktet buskväpplingar, och familjen ärtväxter. Inga underarter finns listade i Catalogue of Life.